# Samantha Logan
Samantha Jade Logan (* 27. října 1996, Boston, Massachusetts, Spojené státy americké) je americká herečka, která se proslavila rolí Olivii Baker v seriálu All American. Později si zahrála roli Taylor DuBois v americké telenovele General Hospital. V roce 2014 se připojila k obsazení seriálu stanice MTV Vlčí mládě. Zahrála si také v seriálech Super drbna, Námořní vyšetřovací služba a 13 Reasons Why.

## Filmografie

### Film
| Rok  | Název                                                    | Role    | Poznámky |
| ---- | -------------------------------------------------------- | ------- | -------- |
| 2011 | Oddělen                                                  | dcera   |          |
| 2014 | Alexandr a jeho opravdu hodně špatný a příšerně blbý den | Heather |          |

### Televize
| Rok       | Název                                     | Role            | Poznámky                                                         |
| --------- | ----------------------------------------- | --------------- | ---------------------------------------------------------------- |
| 2009      | Super drbna                               | malá dívka      | díl: „Dost o Evě“                                                |
| 2011      | Zákon a pořádek: Útvar pro zvláštní oběti | Lola            | díl: „Blood Brothers“                                            |
| 2012–2013 | 666 Park Avenue                           | Nona Clark      | 6 dílů                                                           |
| 2013      | General Hospital                          | Taylor DuBois   | 13 dílů                                                          |
| 2014      | Melissa a Joey                            | Stella          | 4 díly                                                           |
| 2014      | Vlčí mládě                                | Violet          | 3 díly                                                           |
| 2014–2015 | The Fosters                               | Tia Stephens    | 7 dílů                                                           |
| 2015      | Members Only                              | Imani Rogers    | neprodaný pilotní díl                                            |
| 2015      | Studio City                               | Emma            | neprodaný pilotní díl                                            |
| 2016      | Comedy Bang! Bang!                        | Jade            | díl: „Tony Hale Wears a Blue Flannel Shirt and Fuchsia Sneakers“ |
| 2016      | Námořní vyšetřovací služba                | Riley Davis     | díl: „Zaměřovač“                                                 |
| 2016      | Cruel Intentions                          | Cassidy Barrett | neprodaný pilotní díl                                            |
| 2016      | Junior                                    | Nessa           | 10 dílů                                                          |
| 2018      | 13 Reasons Why                            | Nina Jones      | vedlejší role, 12 dílů                                           |
| 2018      | All American                              | Olivia Baker    | hlavní role                                                      |